# Хайнрих XIII Ройс-Кьостриц
Хайнрих XIII Ройс-Кьостриц (на немски: Heinrich XIII. Prinz Reuss-Köstritz * 18 септември 1830 в Клипхаузен в Саксония; † 3 януари 1897 в Башков в Полша) от род Дом Ройс е принц на Ройс-Кьостриц, господар на Башков (в област Познан), пруски генерал на кавалерията и член на „Пруския Херенхауз“. Той е роднина на принцеса Елеонора Българска (1860 – 1917), съпруга от 1908 г. на цар Фердинанд I от България (1861 – 1948).
Той е син (осмото дете) на принц/княз Хайнрих LXIII Ройс-Кьостриц (1786 – 1841) и втората му съпруга графиня Каролина фон Щолберг-Вернигероде (1806 – 1896), дъщеря на граф Хайнрих фон Щолберг-Вернигероде (1772 – 1854) (1772 – 1854) и принцеса Каролина Александрина Хенриета Жанета фон Шьонбург-Валденбург (1780 – 1809).
Хайнрих XIII Ройс-Кьостриц е офицер от 1849 г. до 10 юли 1888 г. През 1890 г. кайзер Вилхелм I го приема в „Пруския Херенхауз“. На 21 септември 1896 г. кайзер Вилхелм I го награждава с „Големия кръст“ на „Ордена на Червения орел“.

## Фамилия
Хайнрих XIII Ройс-Кьостриц се жени на 25 септември 1869 г. във Фюрстенщайн за графиня Анна Каролина фон Хохберг, фрайин фон Фюрстенщайн (* 23 юли 1839, Фюрстенщайн; † 14 март 1916, Дрезден), вдовица на по-големия му брат Хайнрих XII Ройс-Кьостриц (1829 – 1866), дъщеря на граф Ханс Хайнрих X фон Хохберг (1806 – 1855), 1. княз на Плес, и Ида фон Щехов (1811 – 1843). Бракът е бездетен.